# Реп-метал
Реп-метал (англ. Rap metal) — піджанр реп-року, що з'явився в кінці 1980-х. Жанр є злиттям вокальних та інструментальних елементів металу та хіп-хопу. Його часто плутають з реп-роком і репкором.

## Історія
Витоки жанру можна спостерігати як в середовищі хіп-хоп-виконавців, вибрані метал-пісні (Beastie Boys,Cypress Hill, Esham і Run-DMC), так і в середовищі рок-виконавців з впливом хіп-хопу (24-7 Spyz і Faith No More ).
У 1987 році метал-гурт Anthrax схрестила метал і хіп-хоп на міні-альбомі «I'm the Man», а пізніше об'єдналася з Public Enemy для видання метал-римейка на пісню «Bring the Noise». У 1988 році репер Sir Mix-A-Lot спільно з Metal Church видають сингл «Iron Man», заснований на відповідній пісні групи Black Sabbath. У 1990 році репер Ice-T формує треш-метал-групу «Body Count», і в 1991 році під час виступу на фестивалі «Lollapalooza» виконує сет, що складався наполовину з реп-пісень, наполовину з метал-пісень. Метал-група Stuck Mojo також вважається одним з першопрохідців жанру. 
Однойменний дебютний альбом «Rage Against the Machine» групи Rage Against the Machine, випущений в 1992 році був добре прийнятий критиками і вважається класикою реп-року. Крім усього іншого їх звучання містить також панк, метал і фанк, через що їх можна віднести як до репкору, так і до реп-металу і фанк-металу. До кінця 1990-х набирає популярність ню-метал, деякі виконавці якого, наприклад як Limp Bizkit, дуже близькі до реп-металу.
У 2000 році група Cypress Hill відзначилася альбомом «Skull & Bones» з метал-впливом, а її учасники формують власні реп-метал-проєкти. За словами репера B-Real, його проєкт «Kush» звучить більш агресивно, ніж інші реп-метал-групи. А другий репер з Cypress Hill Sen Dog ще в 1996 році сформував гурт SX-10, виконуючи реп-рок і реп- метал.